# Boomerang (Fabbri Group)
Pour les articles homonymes, voir Boomerang (homonymie).

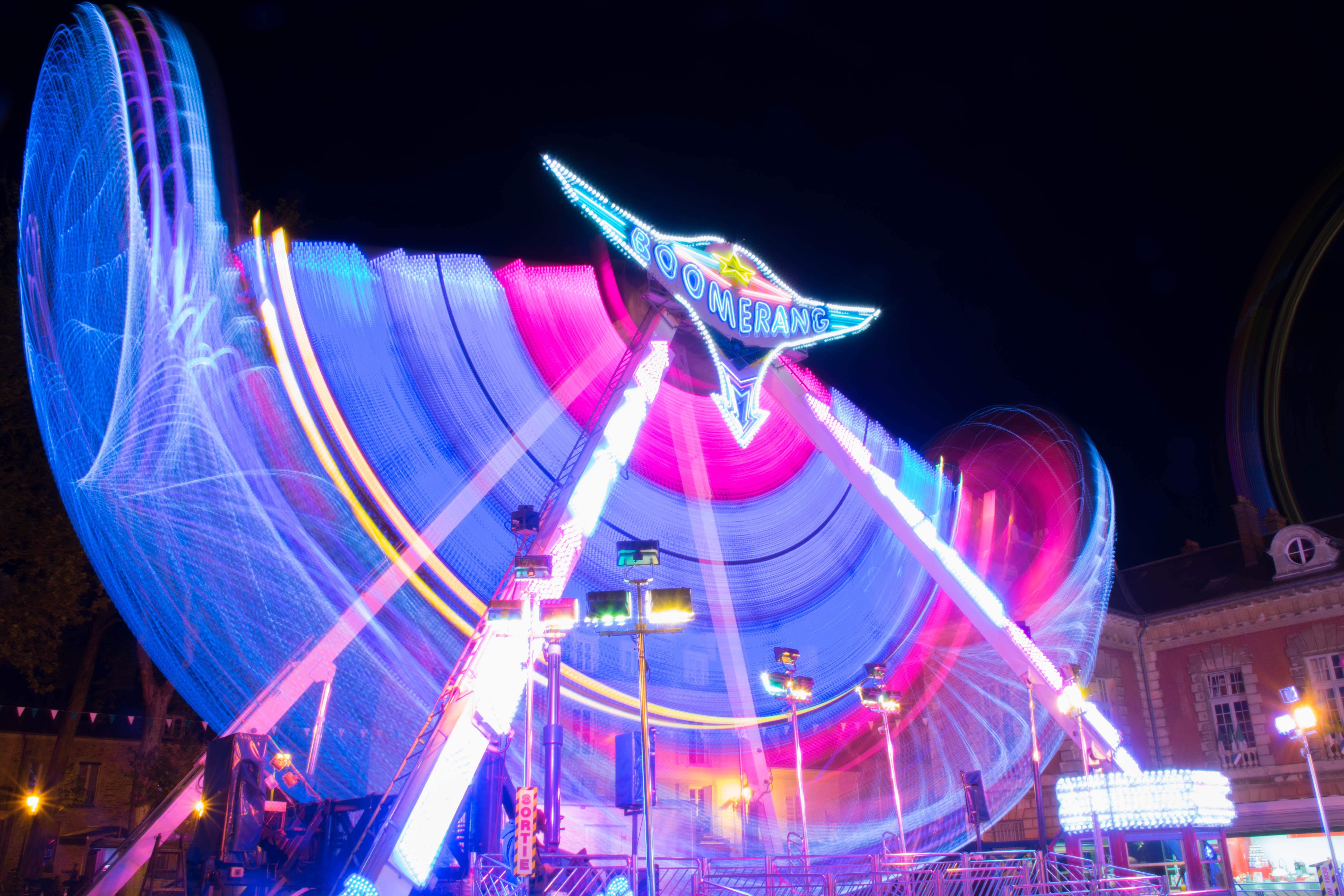
Manège Boomerang lors d'une fête foraine à Rambouillet (Yvelines, France), en mai 2018.

Le Boomerang  est une attraction de type pendule, principalement utilisée dans les parcs d'attractions et les fêtes foraines et conçue par Far Fabbri.
Cette attraction est une variante du très populaire Frisbee de Huss Rides. Cette variante de 15 mètres de haut embarque 32 passagers dans une unique nacelle constituée par le disque situé à l'extrémité du bras du pendule. Le sol du disque est plein à l'inverse des nombreuses variantes du Frisbee.
Il ne faut pas confondre l'attraction pendulaire du modèle homonyme de montagnes russes développé par Vekoma.

## Attractions de ce type
- Side Kick – Movie Park Germany